# لقاطة (أداة)

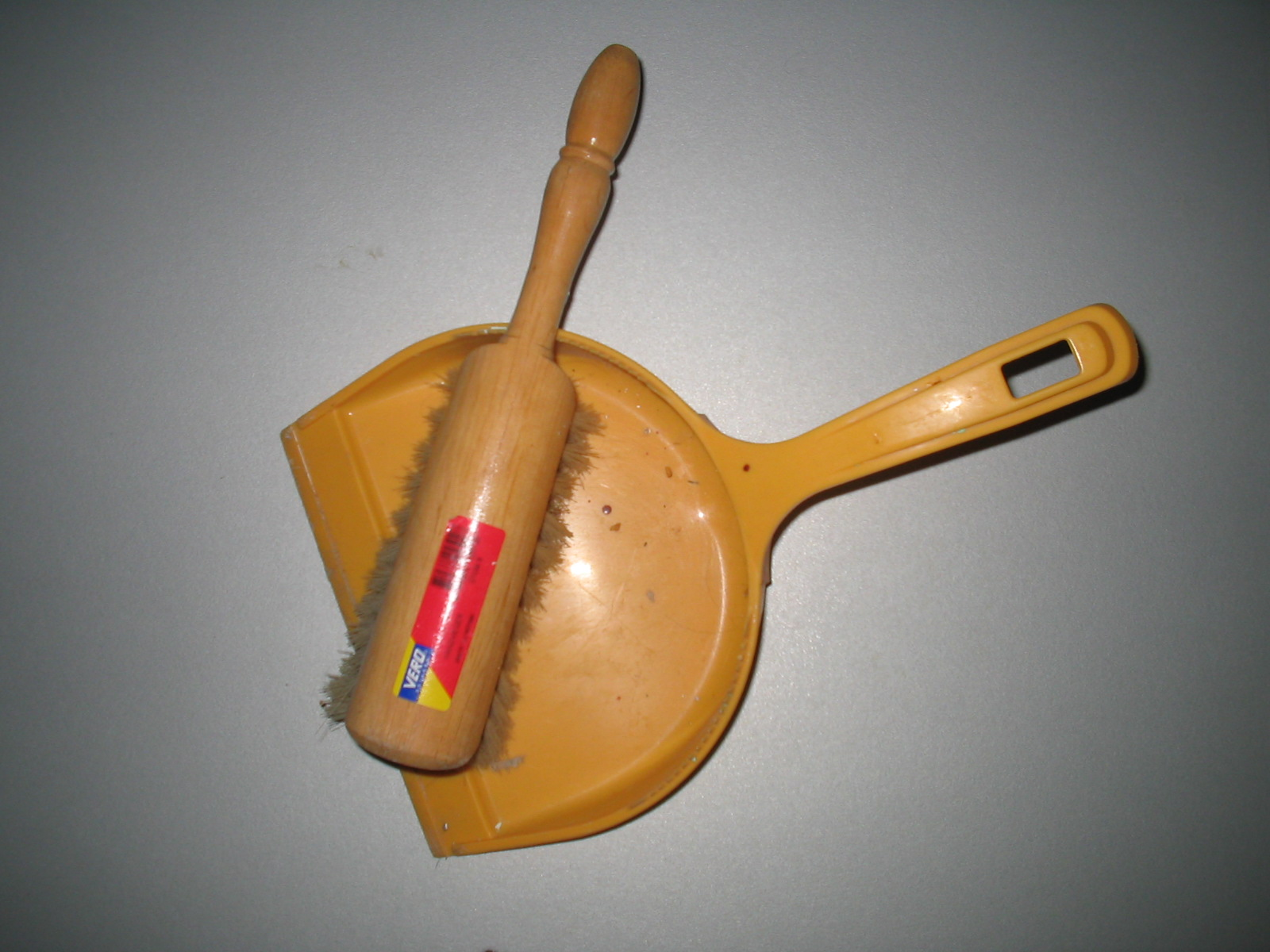

اللقَّاطة أو لقَّاطة الكُناسة هي أداة تنظيف، يكثر استخدامها مع المكنسة أو الفرشاة. شكلها يبدو كمجرفة مسطحة. وتستخدم في الغالب في المنازل، لكن المؤسسات الصناعية والتجارية غالبا ما تستخدم أنواع بمفصل في نهاية عصا للسماح للمستخدم بالوقوف بدلا الجلوس عند الأستخدام.